# Ermitage Saint-Jacques de Cavaillon
L'ermitage Saint-Jacques est un édifice religieux, situé dans la commune de Cavaillon, dans le département français de Vaucluse. Il surplombe la ville, sur la colline Saint-Jacques. 

## Histoire
La situation de la ville de Cavaillon est liée à la colline Saint-Jacques. Dès la Préhistoire, le site abritait une population, dans les grottes à flanc de colline. Durant l'Antiquité, la région comprise entre la Durance et l'Isère était habitée par un peuple celto-ligure, les Cavares. Le nom « Cavaillon », ainsi que le premier nom de la colline Saint-Jacques, le mont Caveau, est issu de celui de cette peuplade. Ils installèrent un oppidum sur cette colline, surplombant la Durance, voie de circulation entre la vallée du Rhône et les Alpes, proche de son embouchure avec le Rhône. À partir du Ve siècle, l'urbanisation de cette époque se situait tant sur le sommet du mont, qu'à son pied, avec un port fluvial sur la Durance. Le mont Caveau prend le nom actuel de colline Saint-Jacques au XIIe siècle, du fait de la présence récente d'une chapelle, potentiellement construite sur un ancien temple dédié à Jupiter. L'installation  de l'ermitage date de 1300, sur l'influence du chapitre de Cavaillon. Ce n'est qu'au XVIe siècle que l'ermitage voit l'installation de la congrégation des Pères de la doctrine chrétienne, à la demande de César de Bus, leur créateur. La présence d'ermite est continue, jusqu'en 1804. Deux séries de restaurations ont eu lieu, au cours du XIXe siècle, par la famille Jouve, ainsi qu'en 1992.
L'ermitage Saint-Jacques est classé au titre des monuments historiques depuis le 15 avril 1911.

## Description
L'ermitage a été construit à plusieurs époques. Le plan de la chapelle est rectangulaire, avec une abside en arc de cercle. Le premier bâtiment ne disposait que de deux travées et d'une abside, élevé au cours du XIIe siècle, en calcaire. Un clocher a été ajouté à cette chapelle, en 1377. L'agrandissement, par les deux travées orientales et le porche d'entrée datent de 1585, à la suite des travaux initiés par César de Bus. Une série de colonnes, en calcaire, fait le lien entre les premières et les secondes travées. Le sol est recouvert de carreaux de terre cuite.

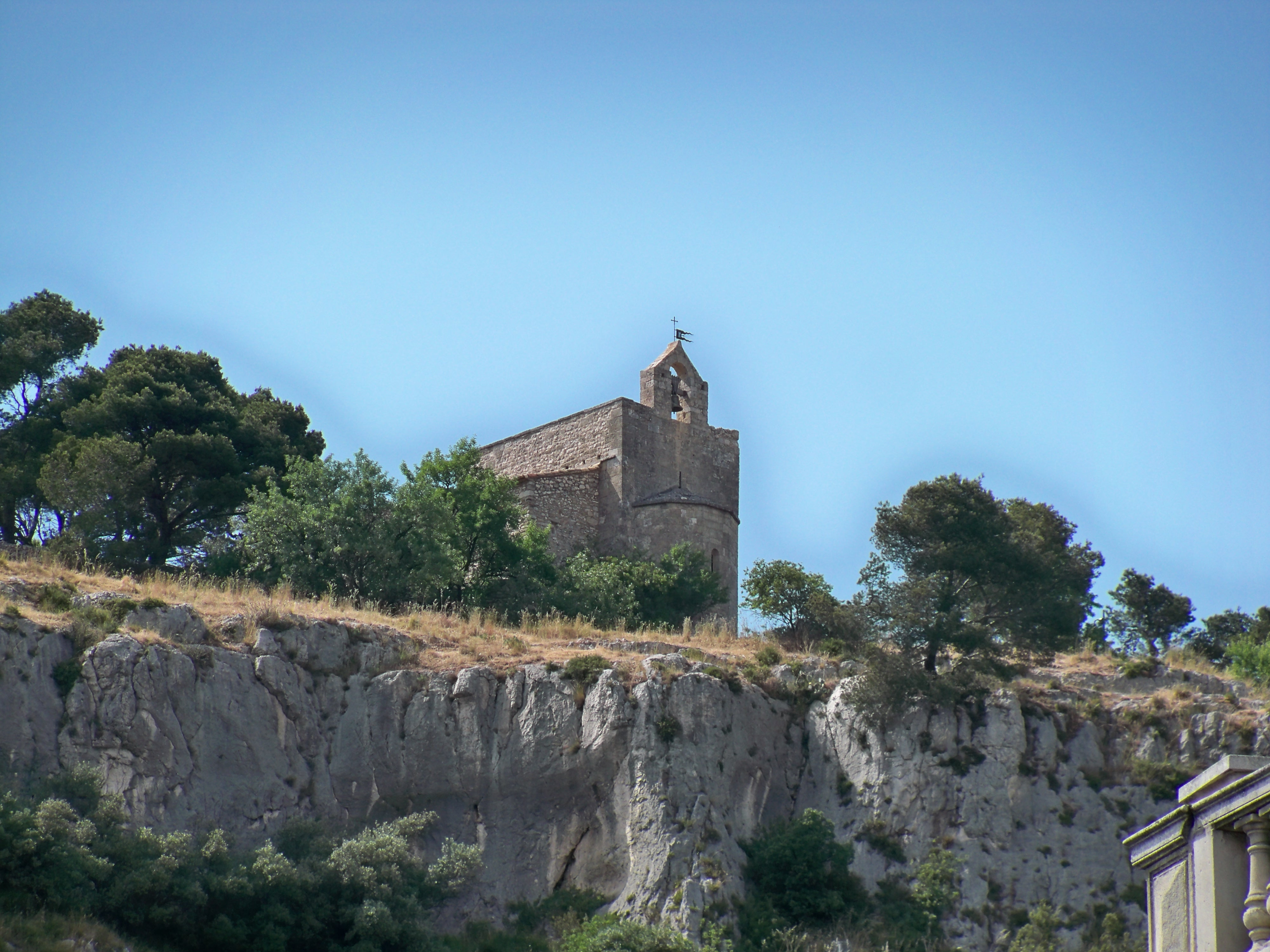
Juin 2013
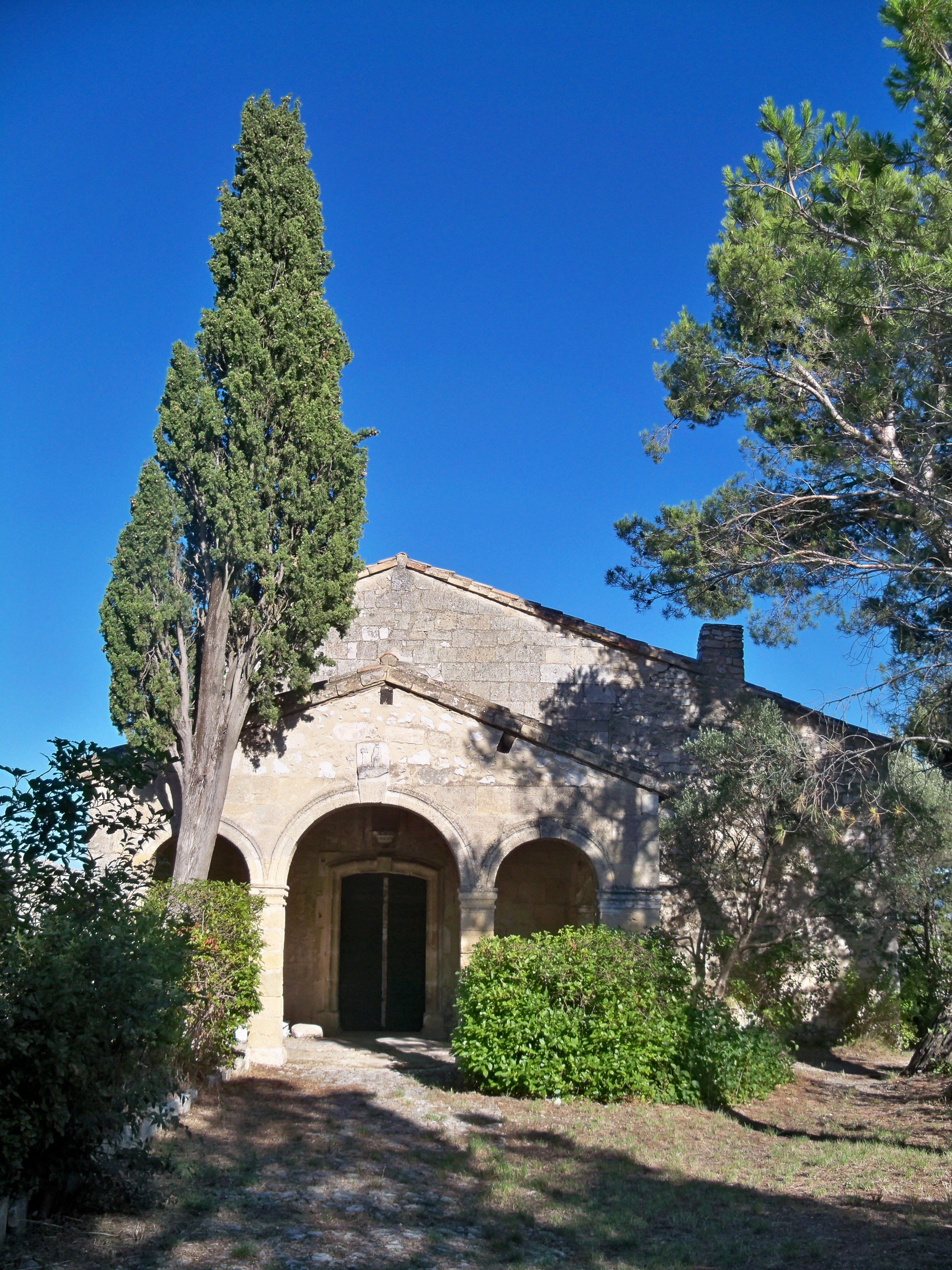
Entrée, septembre 2010
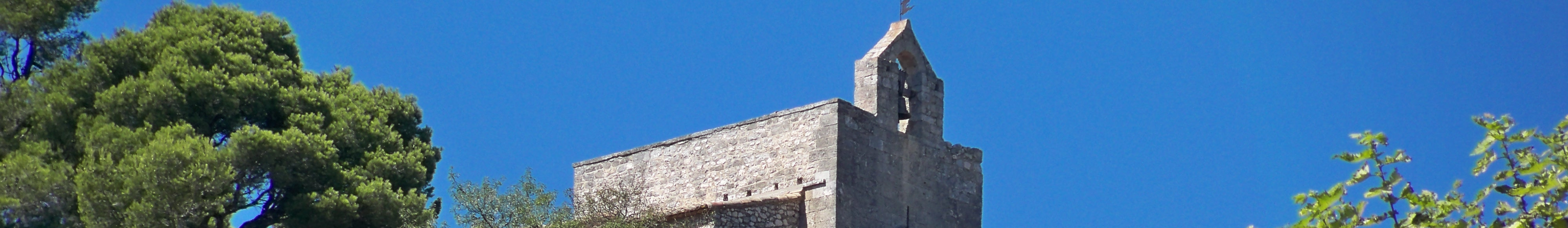
Bannière Wikivoyage de Cavaillon, septembre 2010